# Pseudoleon
Pseudoleon is een geslacht van libellen (Odonata) uit de familie van de korenbouten (Libellulidae).

## Soorten
Pseudoleon omvat 1 soort:
- Pseudoleon superbus (Hagen, 1861)